# 日內瓦印記

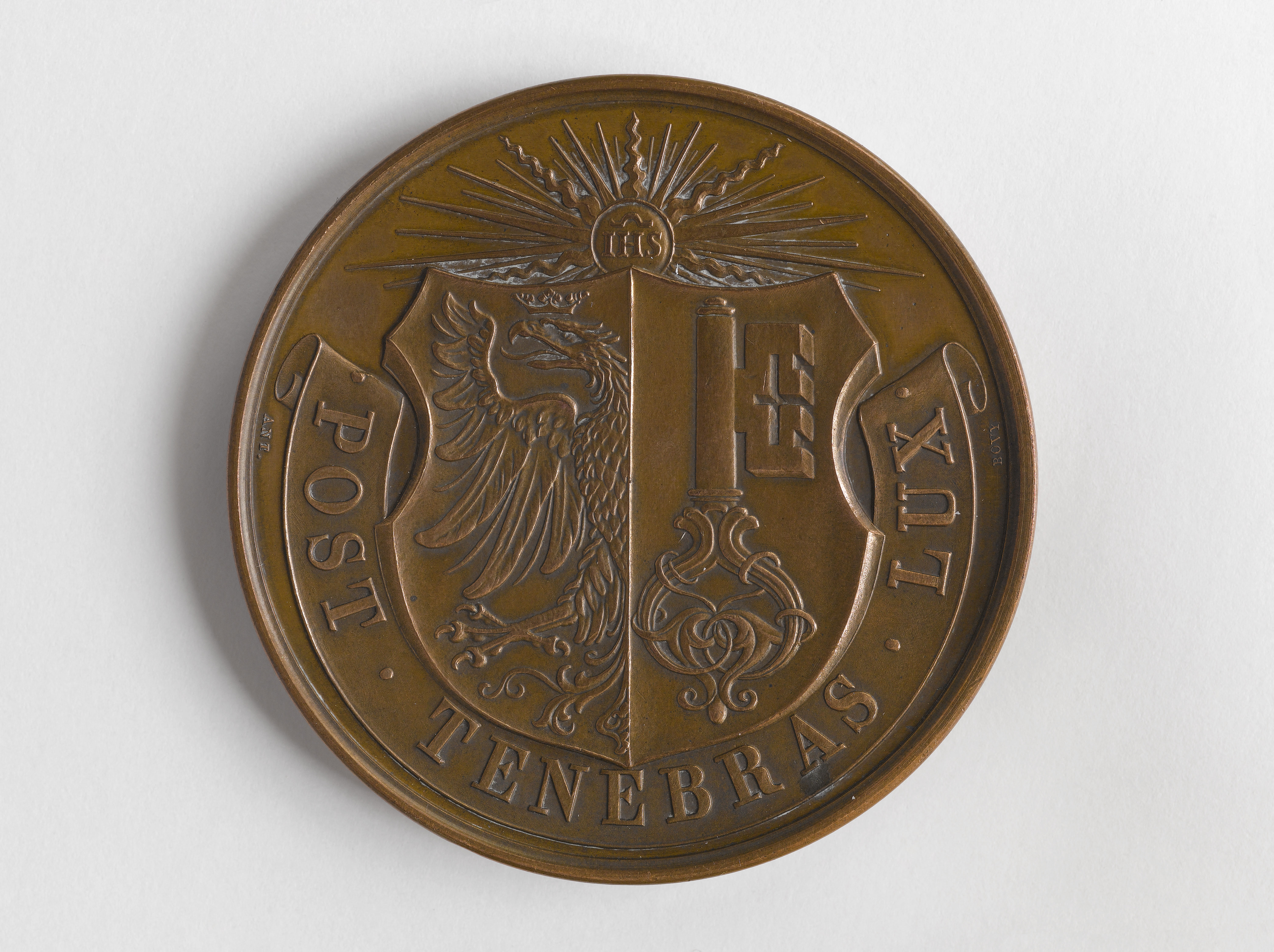
Post tenebras lux是一個拉丁短語，翻譯為“黑暗之後的光明”，日內瓦州印章，用作日內瓦印記的標誌。

日內瓦印記（Geneva Seal）已有百年歷史，由日內瓦市政府與瑞士聯邦政府共同成立的鐘錶檢測單位（1886年成立）對於在日內瓦生產的鐘錶進行非強制性的檢測，通過者可以在機芯上鑴刻日內瓦印記。有日內瓦印記的手錶基本上等級比較高，品質也相對是極好的，絕對不會出現例如錶殼、機芯作工粗劣等情事，除非是贗品。

## 入選條件
日內瓦印記最近一次修定是在1993年，共有12條守則。簡單的說，它必備三個條件：
1. 只接受機械錶，並且在日內瓦市領土範圍內組裝並調校。
2. 必須遵守12條嚴格的守則。
3. 必須通過檢測機構8位委員同時認可。

日內瓦印記也代表四項保證，包括原產地日內瓦的保證、精準度保證、專業技術的保證及耐久度的保證。

## 日內瓦印記的12條守則
守則1：
(A)機芯內所有零件必須達到一流製錶廠的品質水準，並且符合日內瓦腕錶各項檢驗需求。
(B)所有鋼製零件邊緣的倒角及側面皆需拋亮，這些零件肉眼可視的部位也必須被加以打磨，螺絲頭皆須被拋亮或採用圓形粒狀打磨(這包含了螺絲頭的圓周邊緣及中間溝槽)。
守則2： 傳動輪組和擒縱輪組的軸心上、下方，皆需使用中心孔採用橢圓形曲線打磨的紅寶石來作為軸承。在位於橋板面上應使用圓頂形的寶石軸承，它的承油槽必須被打磨拋亮。基板上，中心輪的寶石軸承則不須採用上述要求。
守則3： 擺輪游絲必須被固定到具有頭部及圓頸的游絲頭柱上，再使用滑動蓋板去固定游絲頭柱。活動式的游絲頭柱固定座是允許被採用的。
守則4： 游絲快慢調整器不論是與固定裝置整合在一起或分割開來皆可接受。至於對超薄型機芯而言，這方面並沒有規定。
守則5： 快慢調整系統只要其製作工藝符合準則1(A)項及(B)項即可，既使它的擺輪游絲具有不一致的擺動慣性半徑也可以被接受。
守則6： 各齒輪之齒葉的上下面之邊緣皆需倒角打磨。至於齒輪厚度未達0.15mm(公釐)的齒葉，只要它靠橋板那一面的齒葉邊緣被倒角打磨即可。
守則7： 所有齒輪軸心的上下兩端及其軸輪齒葉的表面皆需打磨光亮。
守則8： 五番車必須重量輕巧。如果它的輪面直徑超過18mm(公釐)則其齒輪面的厚度不可超過0.16mm(公釐)；若其輪面直徑未達18mm(公釐)，則其輪面厚度不可超過0.13mm(公釐)。五番車跟馬仔寶石碰撞的表面部位需被打磨光亮。
守則9： 必須使用橋板壁去限制馬仔桿的擺動角度；不可採用針型或短樁型的馬仔擋柱。
守則10： 擺輪軸心的上下兩端需裝配有避震簧片。
守則11： 大捲車及吉車須依照註冊的方式被製造。
守則12： 不允許使用線型彈簧。